# Kraftwerk Voerde
Das Kraftwerk Voerde ist ein 60 Hektar großes, seit Ende März 2017 stillgelegtes Steinkohlekraftwerk in Voerde (Niederrhein) im Kreis Wesel. Es liegt unmittelbar am Rhein.

## Geschichte

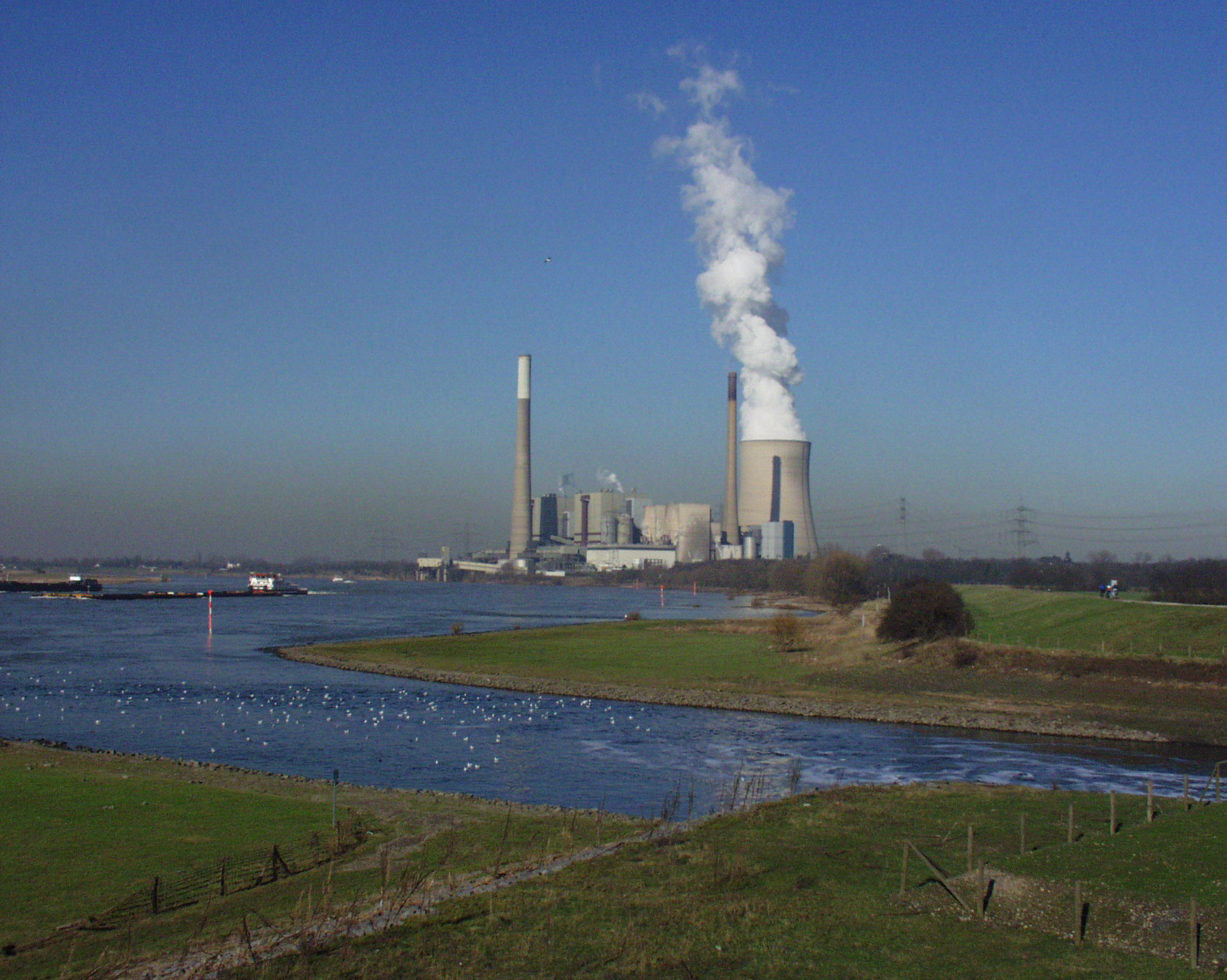
Kraftwerk Voerde (2002) vor dem Bau des dritten Kamins mit nur 2 Schornsteinen, im Vordergrund die Emschermündung in den Rhein

1970/71 wurde am Standort Voerde das Kraftwerk West mit zwei Blöcken (West I und West II) mit 322 und 318 MW elektrische Leistung ohne Rauchgasreinigungsanlagen errichtet, die zu diesem Zeitpunkt zwar technisch realisierbar, aber noch nicht gesetzlich vorgeschrieben waren.
1982 und 1985 kam es am Standort Voerde zu einer Erweiterung um die Blöcke Voerde A und Voerde B mit je 695 MW elektrische Leistung, die mit einer nun gesetzlich vorgeschriebenen Rauchgasentschwefelungsanlage (REA) ausgestattet wurden.
2005 wurde im Dezember eine neue REA mit einem neu errichteten Schornstein in Betrieb genommen um die strengeren gesetzlichen Grenzwerte trotz veralteter Kraftwerksblöcke noch einhalten zu können. Da der Bau eines dritten Schornsteins billiger war, wurde die zusätzliche Nutzung des 165 m hohen und bis zu 120 m breiten Naturzug-Kühlturms zur Reingaseinleitung (Nutzung des Kühlturms als Schornstein) im Jahr 2005 aus Kostengründen nicht realisiert. Bei Umbau des Kühlturms (Einleitung Rauchgasrohr in Kühlturmmitte) wäre für die Blöcke Voerde A und B kein Schornstein mehr nötig gewesen. Zusätzlich wurde durch den Umbau im Jahr 2005 auch die Gesamtleistung des Kraftwerks um 114 Megawatt erhöht (West I und II je 6 MW, Voerde A und B je 51 MW).
Im Herbst 2015 forderte die RWE, als 25 % Anteilseigner, die STEAG dazu auf, die zwei Kraftwerksblöcke (Voerde A und B) bis Ende September 2016 vom Netz zu nehmen. Die RWE begründete ihre Forderung mit den niedrigen Großhandelspreisen. Als Stilllegungstermin wurde der 31. März 2017 festgelegt. Im Januar 2017 teilte STEAG mit, zeitgleich auch die Blöcke West I und II abzuschalten. Das Kraftwerk wurde am 31. März 2017 stillgelegt.

### Rückbau
Im Juli 2023 wurde mit den Abrissarbeiten des Steinkohlekraftwerks begonnen. Am 3. Dezember 2023 wurde der Kühlturm des Kraftwerks gesprengt.
Im März/April 2025 wurde mit der teilweisen Abtragung eines der Schornsteine begonnen. Später soll der Rest, des dann so gekürzten, Schornsteins gesprengt werden.

## Zukunft des Kraftwerkgeländes
Es gab Überlegungen seitens der Stadt, die gewonnene Fläche als Wohngebiet direkt am Rhein zu vermarkten.
Die RWE entschloss sich für eine Nachnutzung des Kraftwerksgeländes zum Bau von Elektrolyseuren für die Produktion von Wasserstoff. Die Anlage soll ab 2026 in Betrieb gehen. Es ist geplant, neben Elektrolyseuren auch ein wasserstofffähiges Gaskraftwerk bis 2030 zu bauen. RWE stellte unter dem Slogan „RWE@Voerde – In die Zukunft mit grünen Wasserstoff“ das Nachnutzungskonzept des ehemaligen Kraftwerksstandortes Voerde-Möllen am 11. November 2022 in einer Bürgerinformationsveranstaltung vor.

## Technische Daten
Die vier Kraftwerksblöcke (West I und II, Voerde A und B) hatten zusammen eine installierte Leistung (Bruttoleistung) von 2234 Megawatt (siehe Tabelle). Es war damit das größte Kraftwerk des Betreibers Steag.
Bei einer Stromproduktion in Höhe von 11.000 GWh verbrauchte die Gesamtanlage ca. 4 Millionen Tonnen Steinkohle. Ein Kohlelager neben dem Kraftwerk mit einem Fassungsvermögen von 350.000 Tonnen glich Liefer- und Verbrauchsschwankungen aus.
Die nutzbare Stromabgabe lag im Jahr 2007 bei 10.991 GWh. Im Jahr 2010 wurden aufgrund der veränderten Bedingungen auf dem Strommarkt nur noch 8.414 GWh. produziert. Im Jahr 2011 reduzierte sich die Stromproduktion erneut auf insgesamt 7.521 GWh.
Das Kraftwerk Voerde verfügt über einen 250 Meter hohen Schornstein (außer Betrieb seit 2005), einen 230 Meter hohen Schornstein (Neubau 2005) und einen 218 Meter hohen Schornstein.
Der 230 Meter hohe Schornstein wurde im Zeitraum 2004/2005 im Rahmen der Teilerneuerung der Rauchgasreinigungsanlage neu gebaut um die Anforderungen der vom Gesetzgeber novellierten 13. Bundes-Immissionsschutzverordnung zu erfüllen. Der 218 Meter hohe Schornstein gehörte zu den Blöcken West I und West II, der 230 Meter hohe Schornstein (Neubau 2005) wurde von den Blöcken Voerde A und B genutzt und ersetzte den alten 250 Meter hohen Schornstein. Der nun nicht mehr benötigte 250 Meter hohe Schornstein wurde lediglich oben verschlossen, die alten Rauchgasleitungen der Blöcke A und B wurden zum neuen Schornstein umgeleitet. Ein Rückbau des inaktiven Schornsteins wurde aus Kostengründen nicht geplant.
| Block                                                      | West I                                                                                     | West II                                                                                    | Voerde A                                                                                   | Voerde B                                                                                   |
| ---------------------------------------------------------- | ------------------------------------------------------------------------------------------ | ------------------------------------------------------------------------------------------ | ------------------------------------------------------------------------------------------ | ------------------------------------------------------------------------------------------ |
| Inbetriebnahme                                             | 1971                                                                                       | 1971                                                                                       | 1982                                                                                       | 1985                                                                                       |
| Stilllegung                                                | 2017                                                                                       | 2017                                                                                       | 2017                                                                                       | 2017                                                                                       |
| Feuerungswärmeleistung                                     | 0900,15 MW                                                                                 | 0900,15 MW                                                                                 | 1869,44 MW                                                                                 | 1869,44 MW                                                                                 |
| Bruttoleistung (Nominalleistung Dampfturbine)              | 0356,00 MW                                                                                 | 0356,00 MW                                                                                 | 0761,00 MW                                                                                 | 0761,00 MW                                                                                 |
| Eigenstromverbrauch zum Betrieb des Kraftwerks (pro Block) | 0038,00 MW                                                                                 | 0034,00 MW                                                                                 | 0066,00 MW                                                                                 | 0066,00 MW                                                                                 |
| Eigenstromverbrauch zum Betrieb des Kraftwerks (Gesamt)    | 9,2 % der Gesamtleistung (206,00 MW)                                                       | 9,2 % der Gesamtleistung (206,00 MW)                                                       | 9,2 % der Gesamtleistung (206,00 MW)                                                       | 9,2 % der Gesamtleistung (206,00 MW)                                                       |
| Netto-Nennleistung (elektrisch)                            | 0322 MW                                                                                    | 0318 MW                                                                                    | 0695 MW                                                                                    | 0695 MW                                                                                    |
| Kraft-Wärme-Kopplung                                       | Keine Nutzung der Energie zur Erzeugung von Fernwärme oder Prozessdampf für externe Nutzer | Keine Nutzung der Energie zur Erzeugung von Fernwärme oder Prozessdampf für externe Nutzer | Keine Nutzung der Energie zur Erzeugung von Fernwärme oder Prozessdampf für externe Nutzer | Keine Nutzung der Energie zur Erzeugung von Fernwärme oder Prozessdampf für externe Nutzer |
| aktive Kamine (Höhe)                                       | 0                                                                                          | 0                                                                                          | 0                                                                                          | 0                                                                                          |
| inaktive Kamine (Höhe)                                     | 3                                                                                          | 3                                                                                          | 1 × 250 m 1 × 230 m 1 × 218 m                                                              | 1 × 250 m 1 × 230 m 1 × 218 m                                                              |
| Kühlturm (Höhe)                                            | 1 × 165 m Naturzug-Nasskühlturm                                                            | 1 × 165 m Naturzug-Nasskühlturm                                                            | 1 × 165 m Naturzug-Nasskühlturm                                                            | 1 × 165 m Naturzug-Nasskühlturm                                                            |
| Wirkungsgrad Gesamtanlage                                  | 38,7 %                                                                                     | 38,7 %                                                                                     | 38,7 %                                                                                     | 38,7 %                                                                                     |

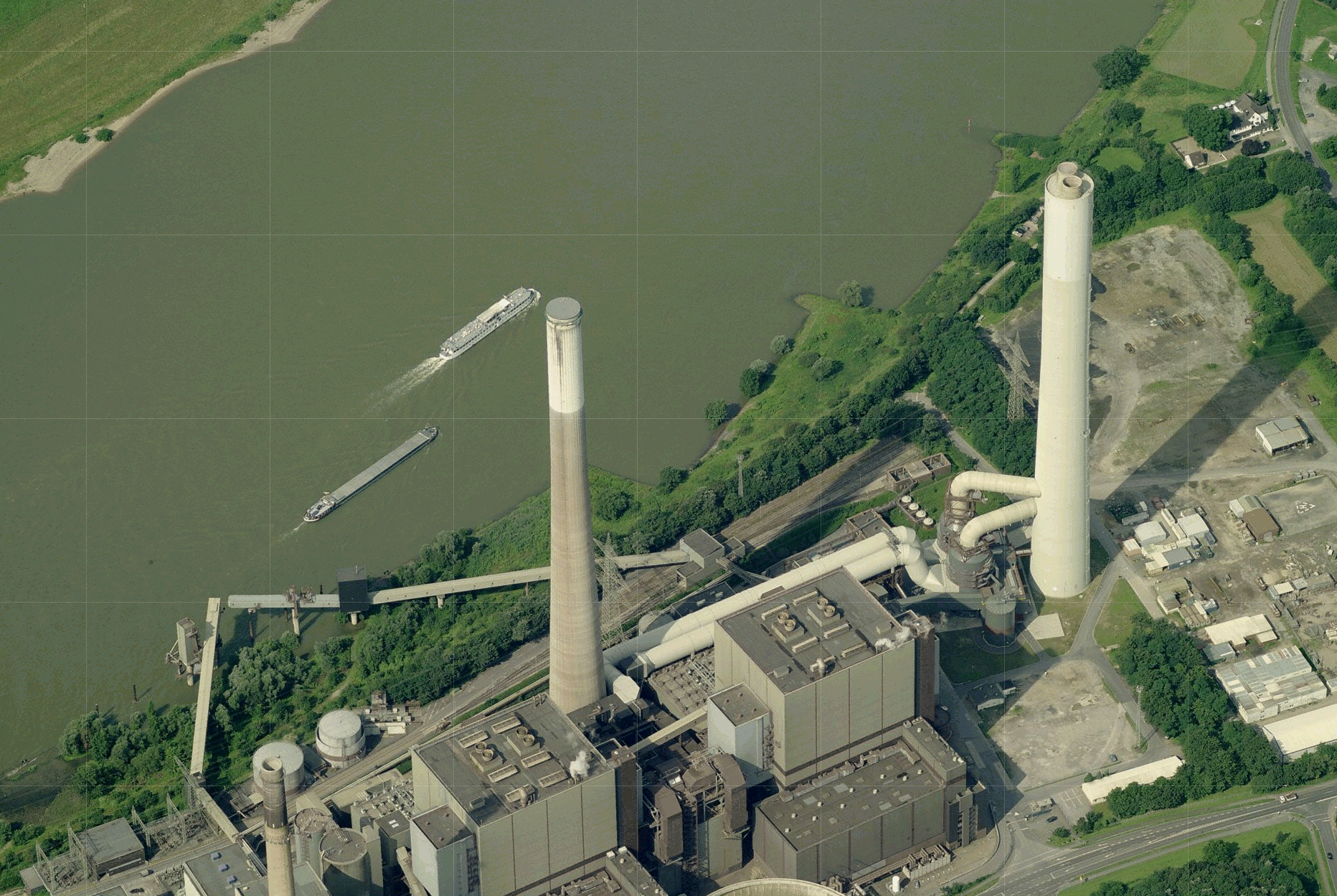
Luftbild mit Schornsteinabdeckung auf Altkamin der Blöcke Voerde A & B und Rohrleitungen zum neuen Ersatzkamin

Der Netzanschluss erfolgte über das Umspannwerk Möllen in das Stromnetz des Übertragungsnetzbetreibers Amprion. Die Blöcke West I und II speisten dabei in die 220-kV-Höchstspannungsebene und die Blöcke Voerde A und B auf der 380-kV-Höchstspannungsebene ein.
Durch das Kraftwerksgelände führt die Landesstraße 396 mitten hindurch die Voerde mit Dinslaken verbindet.
Im Kraftwerk arbeiteten im Jahr 2016 180 Mitarbeiter, die sich auf die Blöcke Voerde A & B (110 Mitarbeiter) und West I & 2 (70 Mitarbeiter) verteilten.
Das Kraftwerk ist außerdem ein Standort der Themenroute „Großchemie und Energie“ der Route der Industriekultur.

## Emissionen

### Luftschadstoffe und Wasserschadstoffe
Kohlekraftwerke stehen aufgrund ihres Schadstoffausstoßes in der Kritik. Auch nach dem Einbau von Filteranlagen in den 1980er Jahren, die den Großteil des Schwefels aus den Abgasen entfernen, stoßen Kohlekraftwerke weiterhin relevante Mengen Schwefeldioxid aus. Neben Schwefeldioxid gelangen umwelt- und gesundheitsschädliche Stickstoffoxide sowie gesundheitsschädliche Feinstäube, darin enthaltene Schwermetalle und PAK in die Umwelt. In Deutschland trug die Energiewirtschaft 2010 mit 71 % (6,571 Tonnen) zur Gesamt-Quecksilberemission bei.
Die Schadstoffemissionen aller großen Industriebetriebe sind im Europäischen Schadstoffemissionsregister (PRTR) über das deutsche Portal www.thru.de veröffentlicht.
Emissionen unterhalb der berichtspflichtigen Mengenschwelle sind in der Tabelle mit „<“ neben dem Grenzwert aufgeführt.
| Jahr | Kraftwerks-blöcke | Produzierte Strommenge | Kohle-verbrauch | Kohlendioxid (CO2) | Chloride -Abwasser-            | Stickoxide (NOx/NO2) | Fluoride (als Gesamt-F) -Abwasser- | Schwefeloxide (SOx/SO2) | Feinstaub                     | Anorganische Fluor-verbindungen als HF | Distickoxid (N2O)                | Ammoniak (NH3)      | Benzol (C6H6)                  | Kupfer (Cu) -Abwasser-         | Zink (Zn) -Abwasser-          | Blei (Pb)           | Nickel (Ni)         | Chrom (Cr)          | Quecksilber (Hg) | Arsen (As)                     | Cadmium (Cd)        |
| ---- | ----------------- | ---------------------- | --------------- | ------------------ | ------------------------------ | -------------------- | ---------------------------------- | ----------------------- | ----------------------------- | -------------------------------------- | -------------------------------- | ------------------- | ------------------------------ | ------------------------------ | ----------------------------- | ------------------- | ------------------- | ------------------- | ---------------- | ------------------------------ | ------------------- |
| 2011 | Voerde A & B      | keine Daten            | keine Daten     | 5.680.000 t        | 2.580 t                        | 4.430 t              | 3.150 kg                           | 2.800 t                 | <100 t                        | 38.500 kg                              | 30.500 kg                        | <10.000 kg          | <1.000 kg                      | 1.130 kg                       | 275 kg                        | <200 kg             | <50 kg              | <100 kg             | 73,3 kg          | <20 kg                         | <10 kg              |
| 2011 | West I & II       | keine Daten            | keine Daten     | 1.240.000 t        | <2.000 t                       | 963 t                | 2.140 kg                           | 1.040 t                 | <100 t                        | 19.400 kg                              | <10.000 kg                       | <10.000 kg          | <1000 kg                       | <50 kg                         | <100 kg                       | <200 kg             | <50 kg              | <100 kg             | 21,6 kg          | <20 kg                         | <10 kg              |
| 2011 | Gesamtmenge       | 7.521 GWh              | keine Daten     | 6.920.000 t        | >2.580 t – keine genauen Daten | 5.393 t              | 5.290 kg                           | 3.480 t                 | keine genauen Daten           | 57.900 kg                              | >30.500 kg – keine genauen Daten | keine genauen Daten | keine genauen Daten            | >1130 kg – keine genauen Daten | >275 kg – keine genauen Daten | keine genauen Daten | keine genauen Daten | keine genauen Daten | 94,9 kg          | keine genauen Daten            | keine genauen Daten |
| 2011 | Menge pro GWh     | 1 GWh                  | keine Daten     | 920 t              | keine genauen Daten            | 0,717 t              | 0,703 kg                           | 0,463 t                 | keine genauen Daten           | 7,698 kg                               | keine genauen Daten              | keine genauen Daten | keine genauen Daten            | keine genauen Daten            | keine genauen Daten           | keine genauen Daten | keine genauen Daten | keine genauen Daten | 0,0126 kg        | keine genauen Daten            | keine genauen Daten |
| 2007 | Voerde A & B      | keine Daten            | keine Daten     | 6.930.000 t        | 3.720 t                        | 4.390 t              | 3.450 kg                           | 3.380 t                 | <100 t                        | 44.300 kg                              | 37.000 kg                        | 13.000 kg           | 1.840 kg                       | 738 kg                         | <100 kg                       | <200 kg             | 72,8 kg             | <100 kg             | 40,8 kg          | <20 kg                         | <10 kg              |
| 2007 | West I & II       | keine Daten            | keine Daten     | 3.250.000 t        | 2.780 t                        | 2.220 t              | 2.830 kg                           | 2.860 t                 | 195 t                         | 49.000 kg                              | 17.300 kg                        | 12.200 kg           | <1000 kg                       | <50 kg                         | <100 kg                       | <200 kg             | 153 kg              | <100 kg             | 21,8 kg          | 35,2 kg                        | <10 kg              |
| 2007 | Gesamtmenge       | 10.991 GWh             | 4.000.000 t     | 10.180.000 t       | 6.500 t                        | 6.610 t              | 6.280 kg                           | 6.240 t                 | >195 kg – keine genauen Daten | 93.300 kg                              | 54.300 kg                        | 25.200 kg           | >1840 kg – keine genauen Daten | >738 kg – keine genauen Daten  | keine genauen Daten           | keine genauen Daten | 225,8 kg            | keine genauen Daten | 62,6 kg          | >35,2 kg – keine genauen Daten | keine genauen Daten |
| 2007 | Menge pro GWh     | 1 GWh                  | 363,63 t        | 926 t              | 0,591 t                        | 0,601 t              | 0,571 kg                           | 0,568 t                 | keine genauen Daten           | 8,489 kg                               | 4,940 kg                         | 2,293 kg            | keine genauen Daten            | keine genauen Daten            | keine genauen Daten           | keine genauen Daten | 0,021 kg            | keine genauen Daten | 0,0057 kg        | keine genauen Daten            | keine genauen Daten |

### Volkswirtschaftliche Kosten durch Umwelt- und Gesundheitsschäden
Die Europäische Umweltagentur hat die volkswirtschaftlichen Kosten durch Umwelt- und Gesundheitsschäden der ungefähr 28.000 größten Industrieanlagen in Europa anhand der im PRTR gemeldeten Emissionsdaten (Berichtsjahr 2009) im Rahmen einer wissenschaftlichen Studie berechnet.
Grundlage für die Berechnungen lieferten neben den Emissionsdaten aus dem Europäischen Schadstofffreisetzungs- und Verbringungsregister weitere epidemiologische Studien zu den Gesundheitsfolgen von Feinstaub. Zusätzlich wurden Kosten für die Behandlung von Erkrankungen durch die freigesetzten Schadstoffe und den Arbeitsausfall durch diese Erkrankungen berechnet. Diese Studie wurde von der EU-Kommission beauftragt, die Schadenskosten für die Kraftwerksblöcke West I & II sowie Voerde A & B wurden separat berechnet.
| Berichtsjahr | Verursacher                                               | Schadenskosten pro Jahr | Einheit        |
| ------------ | --------------------------------------------------------- | ----------------------- | -------------- |
| 2009         | Kraftwerk Voerde (Blöcke West I & II)                     | 84–137                  | Millionen Euro |
| 2009         | Kraftwerk Voerde (Blöcke Voerde A & B)                    | 183–272                 | Millionen Euro |
| 2009         | Kraftwerk Voerde (Gesamtsumme Kraftwerk Voerde)           | 267–410                 | Millionen Euro |
| 2009         | Kraftwerk Voerde (Anteil Kraftwerk Voerde an Gesamtsumme) | 0,26–0,24               | Prozentsatz    |
| 2009         | Gesamtsumme ca. 28.000 Industrieanlagen in Europa         | 102.000–169.000         | Millionen Euro |